# Synolulis diascia
Synolulis diascia là một loài bướm đêm trong họ Erebidae.